# 星华义勇军
星华义勇军（英語：Singapore Overseas Chinese Anti-Japanese Volunteer Army）是一个第二次世界大战英属海峡殖民地志願军属下的非正式游击队。由新加坡华侨成立（成立年份不详，但于1939年已经存在），并于1941年12月25日由馬來亞秘密警察部队的約翰·達利中校正式收編到馬來半島英軍司令部屬下的海峽殖民地志願軍之中。由于将领姓氏为达利，于是英殖民地政府称星华义勇军为“达军”（Dalforce）。此军队参与了新加坡戰役，而新加坡沦陷后一些成员继续对日本皇军展开游击战。
星华义勇军在战役中的勇猛表现，促使英国人给他们取了“达利的亡命之徒”（Dalley's Desperadoes）的外号。

## 名字由来
新加坡当时从英语的“Singapore”以粤语音译为“星嘉坡”（粵拼（考慮實際變讀）：sing1 gaa3 bo1），故与新加坡华侨有关的事务常冠名“星华”。

## 起源
約翰·达利（John Dalley）中校虽然在1940年提议组织游击队网络，但殖民地政府要直到日军侵略在即才意识到有必要正式征召当地华侨抗日。于是达军（Dalforce）在1941年12月25日正式成立，并吸纳了新加坡华侨成立的星华义勇军（成立年份不详，但于1939年已经存在）。 约翰·达利中校与其他英军官从1942年1月中旬带领200人在柔佛集训。在一个月后，日军侵略之时，这支抗日军人数已达4,000人。
星华义勇军受中国时局影响，实际上分为两派。忠于共产党的马来亚人民抗日军一派由达利中校直接指挥；而人数较少的忠于国民党的国民党中央海外部一派由黄埔军校毕业、有国民党背景的胡铁君少校指挥。两派均由英国军官训练，总计不过1,500人。1942年时任英国《泰晤士报》的战地记者伊恩·墨里森（Ian Ernest McLeavy Morrison）就曾说他们根据个人政治理念分派进行集训与部署。追随国民党的在一校受训，而追随共产党的在另一校受训（原文： "trained, and placed in formations according to their political sympathies. There was one school where the Kuomintang adherents were trained, another where the Communists were trained."）

## 发展

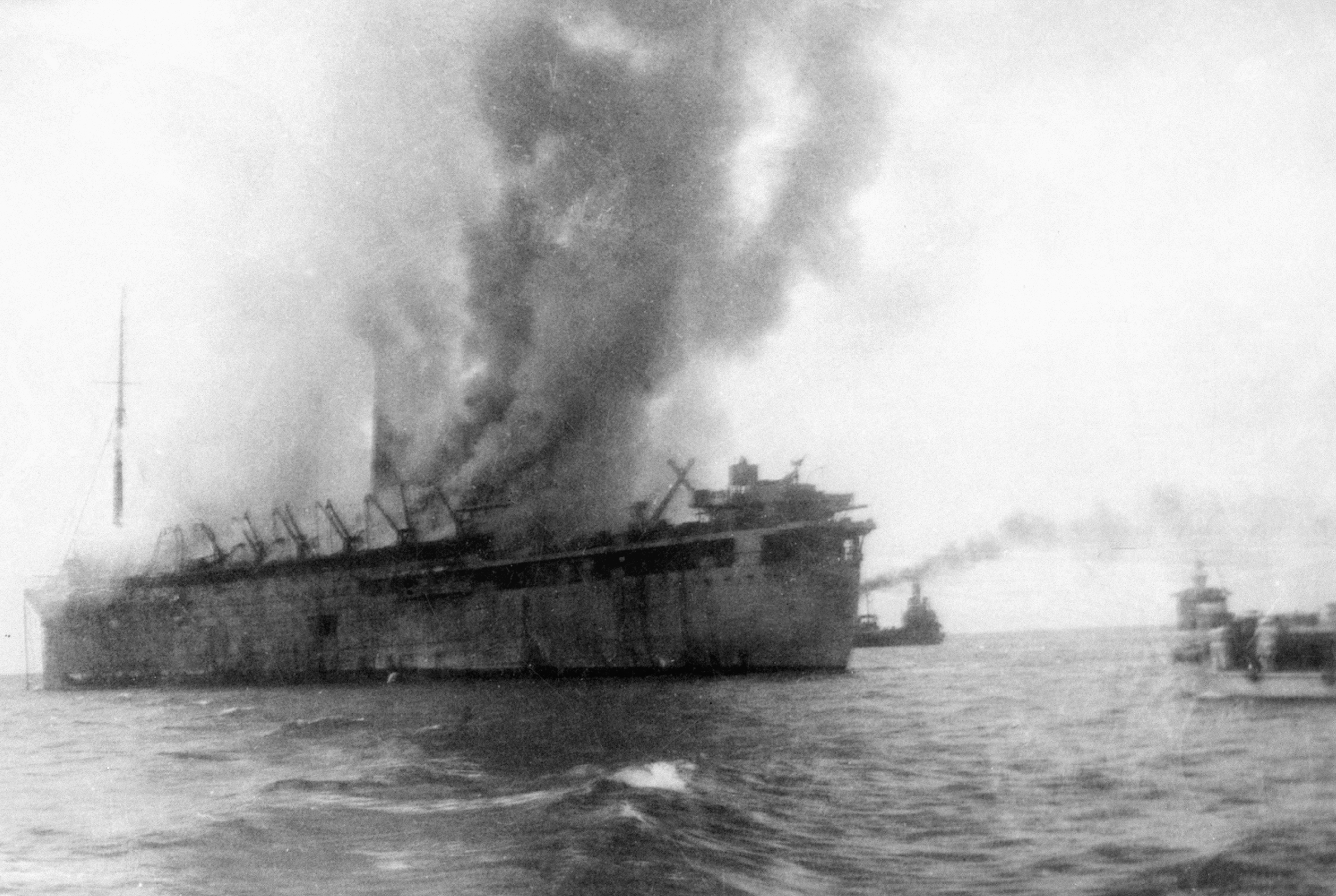
亚洲皇后号邮轮（RMS Empress of Asia） 被日军战机击中后起火燃烧。其中与邮轮一同沉入大海的军事配备与物资，据说有一大部分是为星华义勇军准备的

星华义勇军没有穿上共和联邦军队的军服，而是拥有自己的制服并在头上绑头巾。一些人为显示华侨对中华民国的效忠以及对华人传统的不弃而在右臂绑了红色布条头上绑了黄色布条。
多数人持李-恩菲爾德步槍、刺刀与一些子弹（共产党派得7-20颗子弹；国民党派得24颗子弹）。只有少部分人有手榴弹和布倫輕機槍。其他人只能持打猎用的器具如猎枪与巴冷刀（马来半岛特殊的开山刀）。军训一直持续到日军入侵方停止。女性成员负责简单工作如急救、伙食、传讯及其他杂务。
英国人原打算给星华义勇军全副武装以应付敌军入侵。却因从孟买出发，载送必要物资的邮轮“亚洲皇后”号被日军战机击沉而此打算只能作废。据弗朗·布鲁尔军官所说，每名军人原应得一把戰鬥霰彈槍、七发子弹和两个手榴弹。
|  | 步枪不够发给每一人。据我所知，其中一个中队有多达3种不同猎枪，使得要在短时间内教导如何使用这些武器越发困难。（原文：There weren't enough ordinary rifles to be handed out to them. I know one company had as many as three different types of sporting guns, this made it very difficult to try and teach [the men] how these things operate in a very short time.） – Frank Brewer |

同时有另一个由当地华侨组成为在马来亚进行丛林作战的单位也在新加坡的英国特别行动执行101特别训练军校（SOE 101 Special Training School）接受军训。但最后马来亚已沦陷，无法将他们派遣去马来亚而把他们编制入星华义勇军

### 军队结构
星华义勇军在新加坡有五个連，各有大约100个小队：
1. 1連守裕廊18条石（18th Milestone）。
2. 1連加入澳洲第8师第22旅守莎琳汶海滩。
3. 1連守长堤区。
4. 1連守实龙岗河与白沙之间的地区 (也称为后港連)。
5. 1連国民党中央海外部守克兰芝。

## 作战历史
星华义勇军在1942年2月5日被送往前线。他们在莎琳汶海滩、武吉知马、兀兰和克兰芝抗敌。主要任务是巡视敌人可能的登陆点:红树林沼泽地。一个支星华义勇军单位也和马来亚第一步兵旅一同参与了巴西班让的战斗。

第一连驻守裕廊路，甚至在日军入侵之前就已经参加了抵抗，击退了两波日本巡逻艇。在第一次战斗中，巡逻艇被击中起火后撤退。第二天，即1942年2月6日晚上，该连与大约30名日本士兵交火，但也与印度第44旅在沿裕廊河下游撤退时发生了友军之间交火。

第二连的第一次军事交战也在1942年2月6日晚上发生。该连的第一排和第二排击退了接近的一组日本橡皮艇（每艘载有一名士兵），击沉了五分之三的木筏。日军后来乘坐机动橡皮筏返回，但被澳大利亚人和星华义勇军发现并袭击，被迫撤退。该连队的60多人（大约 150 人）设法在2月8日晚上日本最初登陆时幸存下来，他们沿着林厝港路（Lim Chu Kang Road）撤退，然后游过克兰芝河的支流，到达蔡厝港路。

Cheng Seang Ho女士，绰号马来亚的传奇之花（the legendary Passionaria of Malaya，以西班牙内战的“热情之花”/La Pasionaria命名），与她的丈夫一起在武吉知马与日本人作战。两人自愿参战时都超过60岁，最后一次战斗是站在武吉知马高地，从树后与日本人交火。1948年，她和她丈夫在武吉知马的英雄事迹为他们赢得了一份由达利中校亲自签署的认可证书。 他的丈夫后来被日本宪兵队俘虏并被杀害。

由于缺乏武器装备且训练不足，星华义勇军损失惨重。日本人痛恨星华义勇军的抵抗，并将其作为此后屠杀华人的借口。

## 结局
1942年2月13日，也就是白思华将军投降的前两天，达利在金炎路总部集结了星华义勇军的余部，并命令他们解散。幸存的成员每人都获得了十马来亚元的报酬。

星华义勇军预估有300人以上的伤亡。1956年英联邦战争坟墓委员会确定的战死者为134人。在随后的新加坡大屠杀中，很多人因参加星华义勇军而被处决。也有战士逃往印度或参加了马来亚人民抗日军，在丛林中继续同日本人战斗。
战后，担任马来亚总司令的亚瑟珀西瓦尔中将最初在他的著作《Dispatch》中贬低华人社区，因为他们在入侵期间没有足够地帮助英国人。后来他在他的《马来亚战争》一书中改变了他的观点，因为他的《Dispatch》在新加坡流传后，引起了当地华人的强烈抗议。他称赞了星华义勇军，但仍然认为它在战斗中影响不大。 

约翰·达利本人则在新加坡沦陷前登上皇家海军快艇“玛丽罗斯（Mary Rose）”号，于2月14日逃离新加坡，驶向荷属东印度。但途中被日军拦截，被迫投降。

## 相關影視作品
新加坡广播局1984年中文电视连续剧《霧鎖南洋》、新传媒2001年英语电视连续剧《战争日记》（A War Diary）以及亞洲新聞台2019年製作《我記得新加坡淪陷的時候》（I remember the fall of Singapore）。

## 注脚
1. ↑  . National Heritage Board, Singapore.
2. ↑  . Infopedia.   [2022-04-28]. （原始内容存档于2022-05-19） –National Library Board, Singapore.
3. ↑  . 國家文物局.
4. ↑   (PDF). Kevin Blackburn and Chew Ju Ern, Daniel.   [2014-11-25]. （原始内容存档 (PDF)于2019-11-04）.
5. 1 2 3 4 5 6   (PDF). Kevin Blackburn and Chew Ju Ern, Daniel.   [2014-11-25]. （原始内容 (PDF)存档于2019-11-04）.
6. ↑  Kevin Blackburn; Karl Hack. . Taylor & Francis. 2004: 170  [2021-07-07]. ISBN 978-0-203-40440-9. （原始内容存档于2021-08-11）.
7. ↑  Dalforce 的存檔，存档日期1 November 2007., Retrieved on 16 September 2007.

### 书籍
- Anthony Livesey, Great Commanders and their Battles
- Eternal Vigilance, the Price of Freedom; compiled by Foong Choon Hon, translated by Yuen Chen Ching; Asiapac Books, Singapore; 2006
- Lee Geok Boi; The Syonan Years – Singapore under Japanese Rule 1942 – 1945; National Archives of Singapore; 2005